# Măldărești (gmina)
Măldărești – gmina w Rumunii, w okręgu Vâlcea. Obejmuje miejscowości Măldăreștii de Jos, Măldărești, Roșoveni i Telechești. W 2011 roku liczyła 1809 mieszkańców.